# Лужская возвышенность
Лу́жская (Пско́вская) возвы́шенность — возвышенность на севере Псковской области, к востоку от Псковско-Чудского озера в междуречье Плюссы, Великой и Шелони.
Имеет круглую форму диаметром 64-66 км. Площадь — 2900 км². Максимальная высота составляет
204,8 м (гора Кочебуж).
На Лужской возвышенности берут своё начало реки: Пскова, впадающая в Великую; Чёрная и Желча, несущие свои воды в Псковско-Чудское озеро; а также Люта и Курея, впадающие в Плюссу, и Ситня, относящиеся к бассейну Шелони. Этими реками возвышенность изрезается на отдельные холмистые участки.
Леса занимают более половины её территории. На моренных холмах растут еловые, на песчаных — сосновые боры.

## Литература

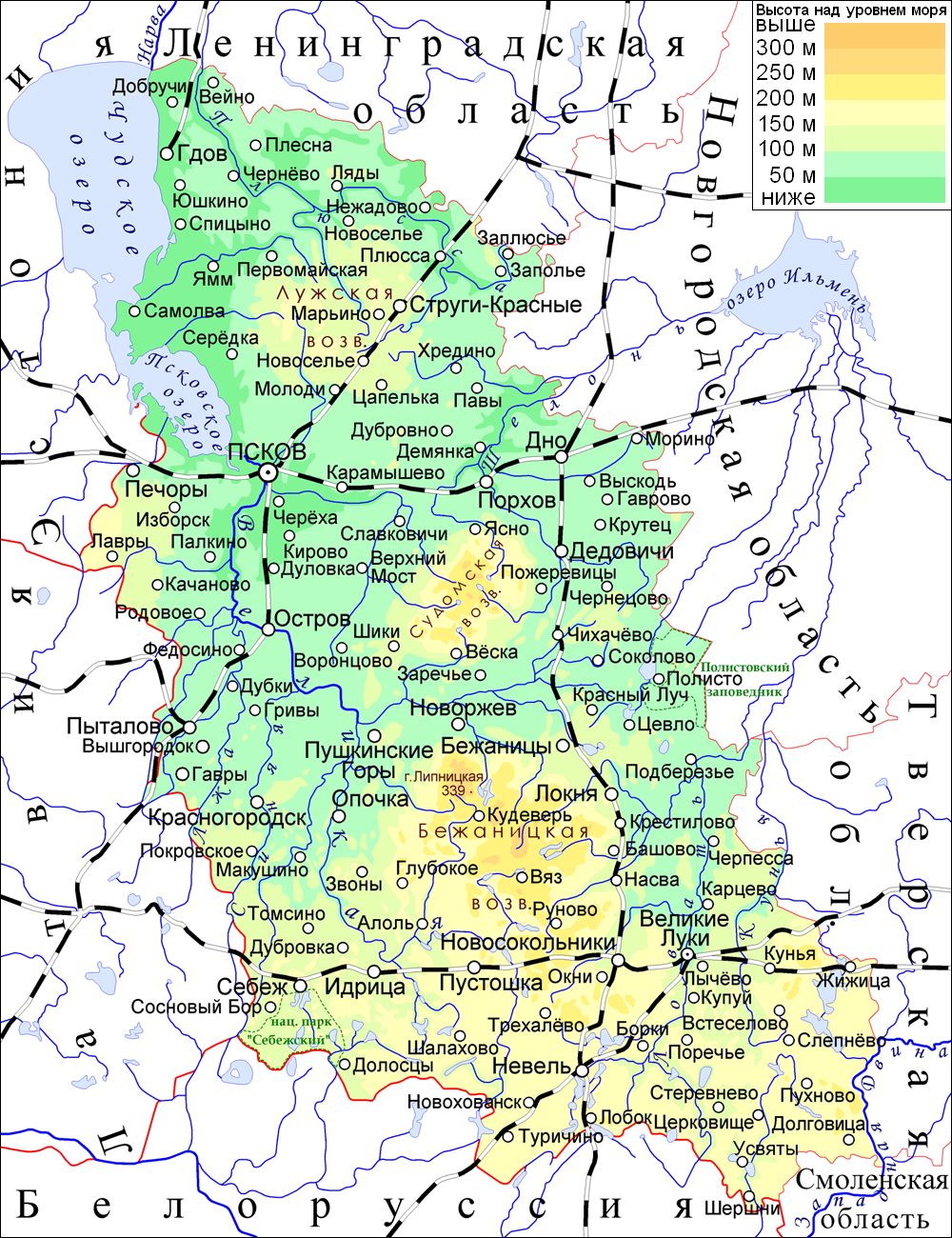
карта Псковской области